# ヘルムート・ヒルト

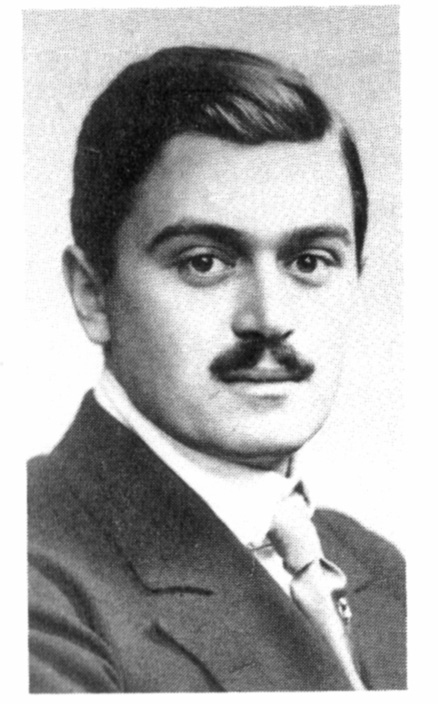
ヘルムート・ヒルト

ヘルムート・ヒルト（Hellmuth Hirth 、1886年4月24日 - 1938年7月1日）はドイツの技術者。それぞれ航空機エンジンの部材の製造と組み立てを行うマーレとヒルトを創業した。
ヒルトは技術者で工具製作者の息子としてハイルブロンで生まれた。彼の兄のウォルフ・ヒルトは有名な滑空機の設計者で製造者になった。
若い頃、ヒルトはアメリカへ渡り、トーマス・エジソンのゼネラル・エレクトリック社で機械工として働いた。滞在中、彼は航空機の開発に興味を持ち、1909年に帰国後はこの新興産業に携わるようになる。彼は1910年、独自に飛行機を作り、まもなくツェッペリン飛行船会社で飛行船の製造に携わる。彼はまた、著名なパイロットになった。
1920年、彼は軽合金でエンジンの部材を製造する会社を興した。現在のマーレである。1927年、ヒルト社を設立、航空機エンジンの事業に注力する。
彼は1938年、カールスバートで飛行機事故で亡くなった。